# كلامب

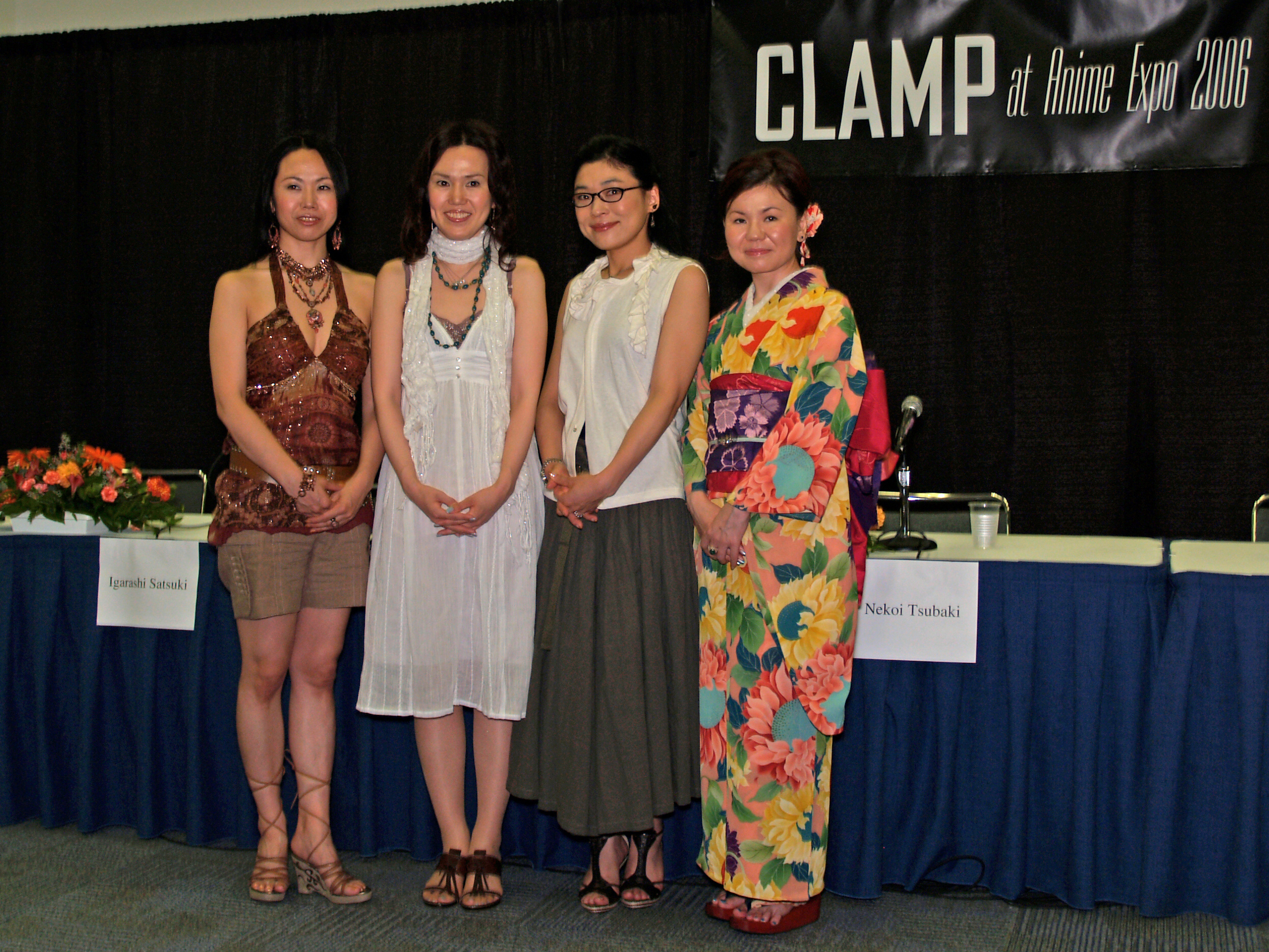
كلامب في عام 2006 (من اليسار إلى اليمين) ساتسكي إيغاراشي وناناسي أوكاوا وتسوباكي نيكوي وموكونا.

كلامب (CLAMP) هو اسم مجموعة تتكون من أربعة مانغاكا يابانيات.

## أعضاء المجموعة
- ناناسي أوكاوا (大川七瀬 أوكاوا ناناسي) (قائدة المجموعة)
- موكونا (もこな)
- تسوباكي نيكوي (猫井椿 نيكوي تسوباكي)
- ساتسكي إيغاراشي (いがらし寒月 إيغاراشي ساتسكي)

## أعمال المجموعة

### سلسلات مانغا
- كارد كابتور ساكورا
- تسوباسا ريسرفوار كرونيكل
- إكس إكس إكس هوليك
- تشوبيتس
- كلوفر
- إنجليك لاير
- ماجيك نايت رايرث
- طوكيو بابيلون
- إكس
- محققو أكاديمية كلامب
- الأسطورة المقدسة -ريغفيدا-
- كوباتو.
- الدواء القانوني
- دراغ آند دروب
- غيت 7
- كارد كابتور ساكورا: بطاقات كلير

### تصاميم شخصيات
- كود جياس لولوش المتمرد
- موريو نو هاكو
- بلود سي
- كود جياس أكيتو المنفي
- كابوكيبو!

## وصلات خارجية
- كلامب على موقع IMDb (الإنجليزية)
- كلامب على موقع ميوزك برينز (الإنجليزية)
- كلامب على موقع ديسكوغز (الإنجليزية)
- كلامب على موقع ANN person (الإنجليزية)